# مک‌کلور پلیس (کالیفرنیا)
مک‌کلور پلیس (به انگلیسی: McClure Place) یک منطقهٔ مسکونی در ایالات متحده آمریکا است که در شهرستان مندوسینو، کالیفرنیا واقع شده‌است. مک‌کلور پلیس ۶۳۲ متر بالاتر از سطح دریا واقع شده‌است.